# Deutsche Berufsakademie Sport und Gesundheit

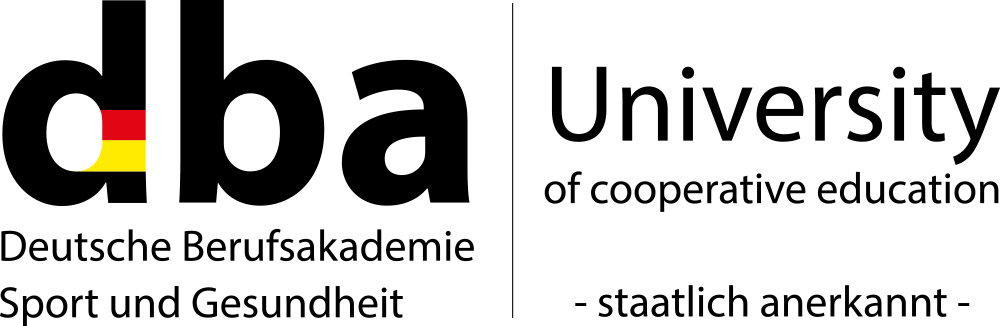
Logo

Die Deutsche Berufsakademie Sport und Gesundheit (dba) ist eine private staatlich anerkannte Akademie mit Sitz in Baunatal (Hessen), die duale sportwissenschaftliche Bachelorstudiengänge in den Bereichen Sport, Fitness, Gesundheit, Prävention, Therapie und Ernährung anbietet. Träger der 2016 gegründeten Akademie ist die gemeinnützige HVU Bildungsakademie gGmbH (Baunatal).
Kooperationspartner der Berufsakademie sind u. a. die Trainerakademie Köln des DOSB, die Deutsche Fitnesslehrer Vereinigung (DFLV). Mit ca. 500 Partnerunternehmen der Sport-, Fitness- und Gesundheitsbranche gibt es vertragliche Vereinbarungen als Praxispartner des dualen Studiums der dba

## Studienkonzept
Das Studium an der Deutschen Berufsakademie Sport und Gesundheit ist dual im Blended-Learning-Format konzipiert, d. h. einem integrierten Lernen, basierend auf Präsenzveranstaltungen, einem selbstorganisierten Online-Wissenstransfer mittels visueller Lernplattform und betrieblicher Praxis.
Die Studierenden kommen für die Präsenzlehre einmal im Monat für in der Regel vier Tage an die Akademie und werden vor Ort gemeinsam in Theorie und Praxis unterrichtet. Alle Studieninhalte werden zusätzlich über die Lernplattform multimedial aufbereitet und vermittelt.
Dabei kommen u. a. vertonte Präsentationen, Lehrvideos, PDF-Dokumente, Online-Tests oder Wikis zum Einsatz. Die Lernplattform dient gleichzeitig als Kommunikationsmedium für den Austausch mit den Professoren, Dozenten, Mentoren sowie Kommilitonen. Mit dem eLearning-Konzept unterstützt die Akademie das Studium von zu Hause und ermöglicht eine flexible Zeiteinteilung des Selbststudiums.

## Sportwissenschaftliche Studiengänge zum Bachelor of Arts
An der Deutschen Berufsakademie haben die Studierenden die Wahl zwischen drei verschiedenen dualen Studiengängen:
- Bewegungscoaching und Gesundheit
- Prävention und Bewegungstherapie in Lebenswelten
- Ernährungscoaching in Sport und Therapie

Alle drei Studiengänge beginnen mit einem gemeinsamen Grundstudium in Theorie und Praxis über zwei Semestern jeweils zum Wintersemester (Oktober).

## Studienstandort
Der Studienstandort ist auf der Stettiner Str. 4 in Baunatal, im Norden von Hessen. Baunatal ist mit Sportanlagen wie Fußball- und Leichtathletikstadion, sieben Sporthallen, Sport- und Freizeitbad, Tennishalle, vier Kunstrasenplätze, Outdooranlagen ausgestattet. Viele Sportanlagen stehen den Studierenden für die praktische Ausbildung zur Verfügung.
Die Präsenzlehre findet in den Räumlichkeiten des Sport- und Gesundheitszentrum Umbach mit zwei Gerätehallen, vier großen Multifunktionsräumen mit Gymnastik- und Bewegungsflächen sowie zwei großen Seminarräumen statt. Den Studierenden steht außerdem eine Sportbibliothek mit über 2000 Büchern zum Lernen vor Ort sowie ein Bistro zur Verfügung.